# Сия (приток Нылги)
Сия — река в России, протекает по территории Увинского района Удмуртии. Левый приток реки Нылга.

## География
Река Сия берёт начало в лесах Увинского района. Течёт на север, у деревни Бинвирь поворачивает на запад. Устье реки находится в 22 км от устья реки Нылга по левому берегу. Длина реки составляет 32 км, площадь водосборного бассейна — 294 км².

## Данные водного реестра
По данным государственного водного реестра России относится к Камскому бассейновому округу, водохозяйственный участок реки — Вятка от водомерного поста посёлка городского типа Аркуль до города Вятские Поляны, речной подбассейн реки — Вятка. Речной бассейн реки — Кама.